# Зейнеп-султан
Зейне́п Асыме́-султа́н (тур. Zeynep Âsımâ Sultan) или Зейне́п-султа́н (тур. Zeynep Sultan; ум. 25 марта 1774, Стамбул) — дочь османского султана Ахмеда III и сестра султанов Мустафы III и Абдул-Хамида I.

## Биография
Зейнеп-султан была дочерью султана Ахмеда III, но кто была её матерью это не установлено. Дата её рождения неизвестна, но в 1728 году во дворце Топкапы был заключён брак с Синеком Мустафой-пашой. О детях супругов в этом браке неизвестно, но османист Энтони Олдерсон писал в «Структуре Османской империи», что у пары был единственный сын Халиль.
Синек Мустафа-паша занимал должность командующего флотом и скончался в 1764 году. Пробыв год вдовой, в 1765 году Зейнеп-султан во второй раз вышла замуж. Её вторым мужем стал Мелек Мехмед-паша, который был командующим флотом и в последующие годы стал великим визирем.
Зейнеп-султан скончалась 25 марта 1774 года в Стамбуле. Её тело было захоронено на кладбище около мечети Зейнеп-султан, которую была построена по её приказу.

## Благотворительность
В 1769 году по приказу Зейнеп-султан в Стамбуле архитектором Мехмедом Тахиром-агой была построена мечеть Зейнеп-султан, которая включает в себя начальную школу, мавзолей и себиль.